# Дронов Сергій Анатолійович
Сергі́й Анато́лійович Дро́нов (нар. 20 жовтня 1997 — 10 жовтня 2018) — солдат Збройних сил України, учасник російсько-української війни.

## Життєпис
Народився 1997 року у місті Чигирин (Черкаська область); мешкав у місті Кропивницький. З першого класу навчався грати на піаніно та гітарі; грав у футбол, від 7 класу займався тайським боксом. У вересні 2013 року вступив до Черкаського професійно-технічного ліцею № 17 — опановував спеціальність «оператор електронно-обчислювальних та обчислювальних систем; налагоджувальник технологічного устаткування». В тому часі відвідував гурток фотографування, активну участь у спортивних змаганнях, був відзначений дипломом Комітету з фізичного виховання та спорту Міносвіти (за 3 місце у змаганнях до Дня Збройних сил України).
Не закінчивши навчання, 25 лютого 2016 року вступив на військову службу за контрактом, з 15 квітня служив у Повітряних силах. Солдат, оператор радіолокаційної системи 548-ї окремої радіолокаційної роти 115-го радіотехнічного батальйону 138-ї бригади. 15 січня 2017 року відряджений до 14-ї бригади в Луганську область. Липнем 2018-го відряджений до 128-ї бригади в зону ООС, стрілець 5-ї роти 2-го батальйону.
10 жовтня 2018 року загинув вранці під час виконання бойового завдання поблизу села Гранітне (Волноваський район) внаслідок підриву на мінно-вибуховому пристрої — від численних осколкових поранень помер під час транспортування до лікарні Тоді ж загинув солдат Роман Магас, який помер від ран під час евакуації до лікарні.
12 жовтня 2018 року похований в місті Чигирин.
Без Сергія лишились мама Лариса Петрівна і брат.

## Нагороди та вшанування
- указом Президента України № 26/2019 від 31 січня 2019 року «за особисту мужність і самовіддані дії, виявлені у захисті державного суверенітету та територіальної цілісності України, зразкового виконання військового обов'язку» — нагороджений орденом «За мужність» III ступеня (посмертно)[1]